# Семёновская (посёлок, городской округ Шатура)
Семёновская — посёлок в Шатурском муниципальном районе Московской области. Входит в состав Кривандинского сельского поселения. Население — 91 чел. (2010).

## Название
В письменных источниках деревня упоминается как Семёновская.

## География
Деревня Семёновская расположена в западной части Шатурского района, расстояние до МКАД порядка 134 км.

## История
Впервые упоминается в писцовой Владимирской книге В. Кропоткина 1637—1648 гг. как деревня Семёновская Бабинской кромины волости Муромского Сельца Владимирского уезда. Деревня принадлежала стряпчему Казарину Федосеевичу Совину.
Последним владельцем деревни перед отменой крепостного права был князь Дмитрий Алексеевич Лобанов-Ростовский.
После отмены крепостного права деревня вошла в состав Семёновской волости.
В советское время деревня входила в Лузгаринский сельсовет.
Постановлением Губернатора Московской области от 25 декабря 2018 года № 672-ПГ категория населённого пункта изменена с «деревня» на «посёлок».

## Население
| 1868 | 1885 | 1905 | 1926 | 1931  | 1970 |
| ---- | ---- | ---- | ---- | ----- | ---- |
| 484  | ↗577 | ↗737 | ↘562 | ↗1030 | ↘240 |
| 1993 | 2002 | 2006 | 2010 |       |      |
| ↘70  | ↘61  | ↘4   | ↗91  |       |      |

## Галерея
- Дорожный указатель на деревню
- Остановка Семёновская
- Скульптура при въезде
- Таксофон в деревне
- Магазин
- Семёновская